# Hal Clarendon
Hal Clarendon (Sheldon, 6 aprile 1876 – New York, 15 novembre 1959) è stato un attore e regista statunitense che lavorò nel cinema all'epoca del muto.

## Filmografia
- The Blindness of Courage; or, Between Two Loves- cortometraggio (1913)
- The Port of Doom, regia di J. Searle Dawley (1913)
- Leah Kleschna, regia di J. Searle Dawley (1913)
- A Lady of Quality , regia di J. Searle Dawley (1913)
- An American Citizen , regia di J. Searle Dawley (1914)
- The Day of Days, regia di Daniel Frohman (1914)
- The Pride of Jennico, regia di J. Searle Dawley (1914)
- A Can of Baked Beans - cortometraggio (1914)
- The Redemption of David Corson, regia di Frederick A. Thomson (1914)
- A Woman's Triumph, regia di J. Searle Dawley (1914)
- One of Our Girls, regia di Thomas N. Heffron (1914)
- The Little Gray Lady, regia di Francis Powers (1914)
- The Scales of Justice, regia di Thomas N. Heffron (1914)
- Marta of the Lowlands, regia di J. Searle Dawley (1914)
- The Touch of a Little Hand, regia di Arthur Ellery - cortometraggio (1914)
- The Face at the Window, regia di Arthur Ellery - cortometraggio (1914)
- His Last Dollar, regia di Frank Powell (1914)
- When Vice Shuddered, regia di Arthur Ellery - cortometraggio (1914)
- The Terror of Anger, regia di Eugene Moore - cortometraggio (1914)
- Pawns of Fate, regia di James Durkin - cortometraggio (1914)
- The Conspiracy, regia di Allan Dwan (1914)
- Across the Way - cortometraggio (1915)
- Who Got Stung? - cortometraggio (1915)
- David Harum, regia di Allan Dwan (1915)
- And He Never Knew, regia di Arthur Ellery - cortometraggio (1915)
- The Actor and the Rube - cortometraggio (1915)
- The Fifth Commandment
- The Corsican Brothers, regia di George Lessey - cortometraggio (1915)
- The Patriot and the Spy, regia di Jack Harvey (1915)
- Always in the Way, regia di J. Searle Dawley (1915)
- Gussie, the Graceful Lifeguard, regia di Arthur Ellery - cortometraggio (1915)
- One Day, regia di Hal Clarendon (1916)
- The Hod Carrier's Million - cortometraggio (1917)
- The Phantom Honeymoon, regia di J. Searle Dawley (1919)
- A Virgin Paradise, regia di J. Searle Dawley (1921)
- The Run Around